# Konjuh (miasto Kruševac)
Konjuh (cyr. Коњух) – wieś w Serbii, w okręgu rasińskim, w mieście Kruševac. W 2011 roku liczyła 1014 mieszkańców.